# Buldózer

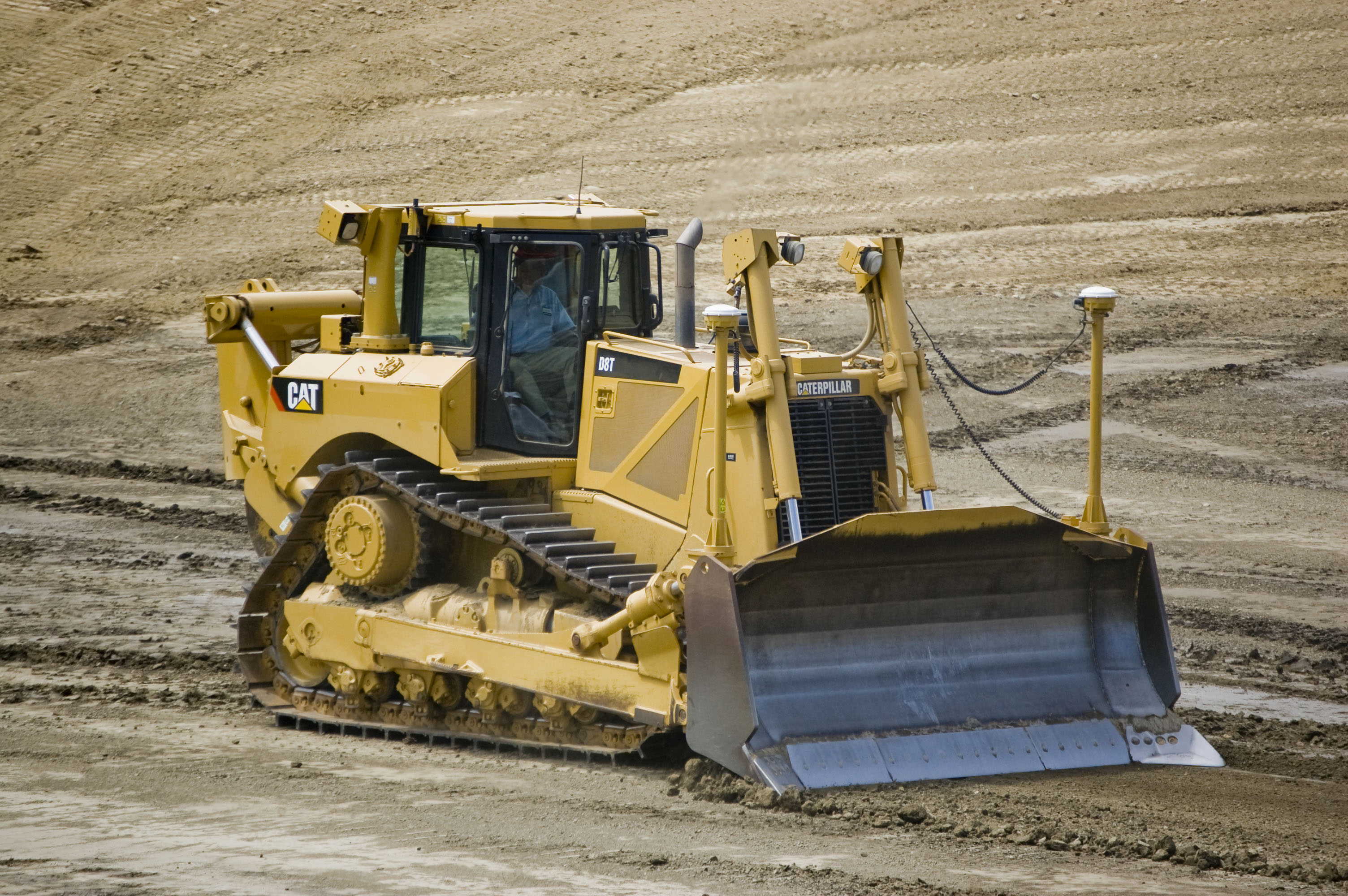
Korszerű buldózer (Caterpillar D8 T)

A buldózer, vagy csak dózer egy földmunkagép, amely talaj és más anyagok odébb tolására, kotrására való. A homlokrakodóval szemben a buldózer rakodásra nem, csak kotrásra képes. Önjáró munkagép, leggyakrabban lánctalpas, de gumikerekes változat is előfordul. Kezdetben a buldózer is mechanikus, kötélzettel működtetett gép volt, évtizedek óta azonban már csak hatékonyabb hidraulikus rendszerrel készül.

## Felépítése
A gép elején a cserélhető vágóéllel rendelkező, homorú felületű tolólap található, ezt a gép két oldalán lévő, szekrénytartó rudazatként kialakított merevítővázakra szerelik, amik a gép járószerkezetének két oldalán lévő csapokhoz csatlakoznak. Az alapjármű lánctalpas traktor, a kezelőhely vagy kezelőfülke a gép végén kap helyet, míg a motortér a gép első felét-kétharmadát teszi ki. A tolólapot fel és le mozgató hidraulikák a motortér elején vagy két oldalán kerülnek elhelyezésre. A tolólapot háromféle módon lehet mozgatni, ezért megkülönböztetnek homloktolólapos, ferde tolólapos és univerzális tolólapos buldózert.
- A homloktolólapos dózer csak függőleges irányú mozgatásra képes, tolólapja merev.
- A ferde tolólapos dózer tolólapja vízszintes síkban 55–65°-ban is elfordítható, hasonlóan a földgyaluéhoz.
- Az univerzális tolólapos dózer tolólapja nemcsak vízszintesen, hanem függőlegesen is forgatható, azaz dönthető 3°-tól 8°-ig.

A lánctalpas dózerek hátulján talajlazításra való szaggatókörmök is előfordulnak, ezeket ugyancsak hidraulika emeli és süllyeszti. A dózereket gyakran vontatott eszközök vagy más holmik vontatására is használják.

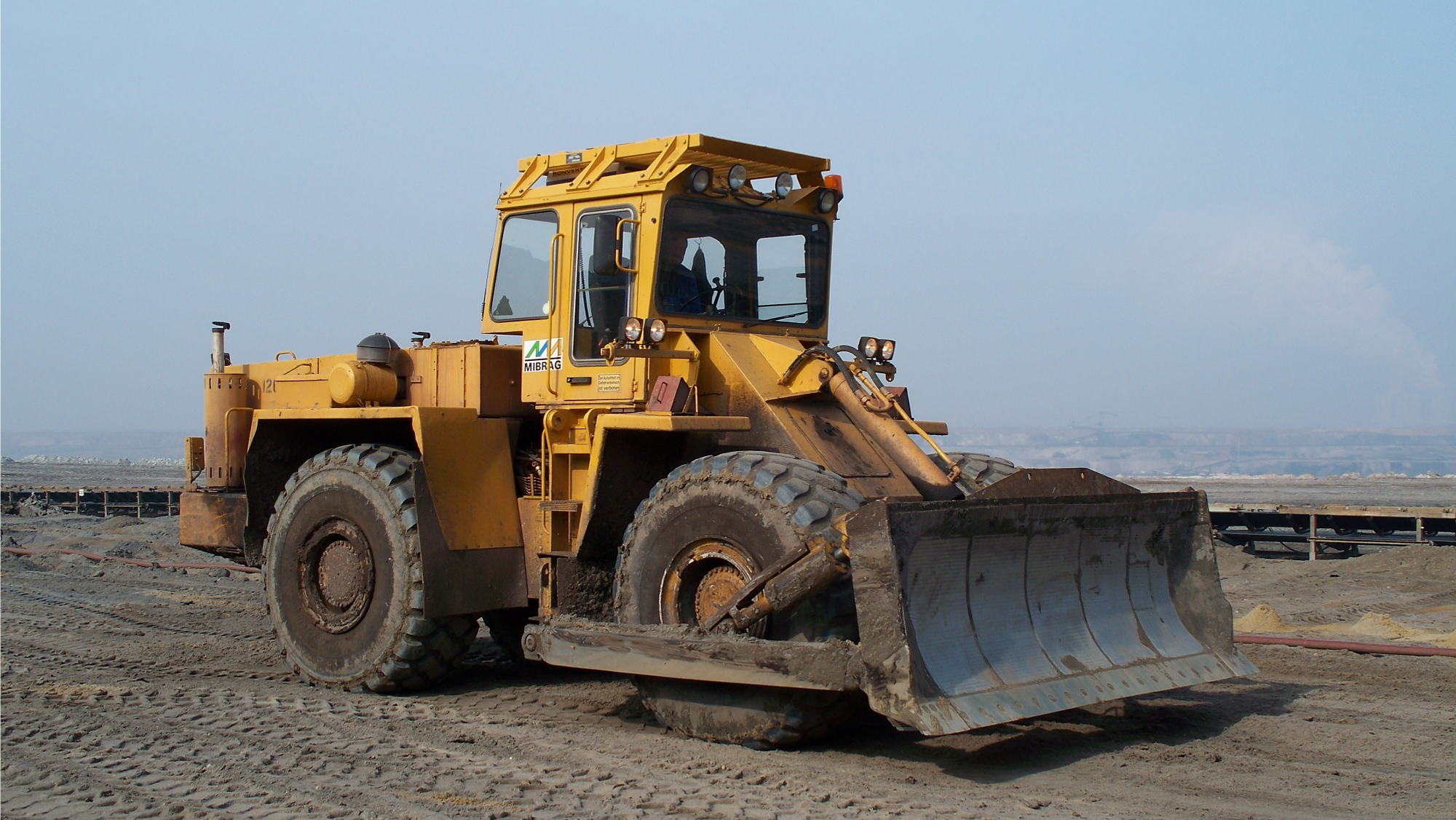
Homlokrakodóból kialakított gumikerekes dózer (Zettelmeyer)

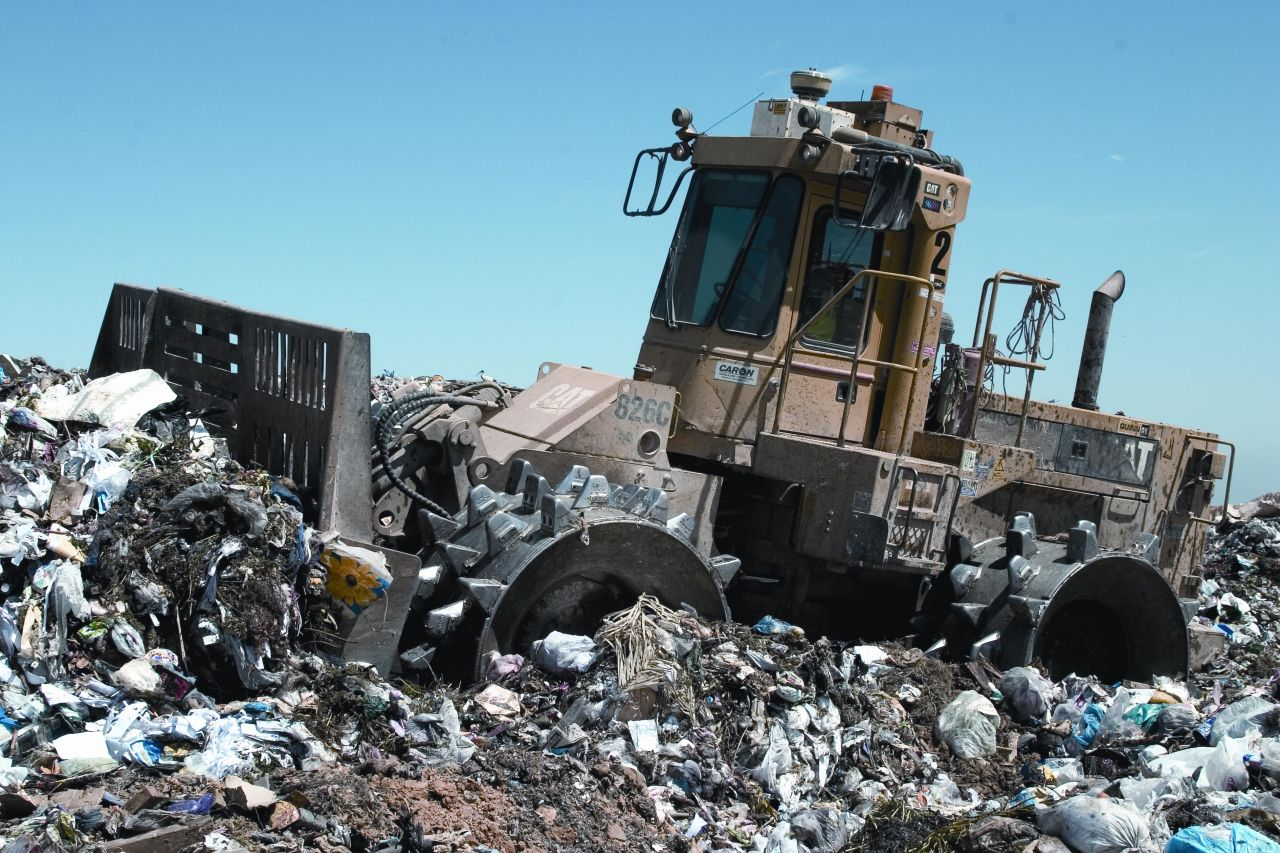
Kompaktor a szeméttelepen (Caterpillar)

A gumikerekes dózer alapmunkagépe gumikerekes traktor, gyakran ugyanolyan, mint amilyen a homlokrakodók alapgépe is: ízelt vagy merev kivitelű gép, csak a rakodószerkezet helyett itt a tolólap és az ahhoz tartozó merevítőrudazat található a gép elején. Emiatt a gumikerekes dózerek is inkább a homlokrakodók közé tartoznak és kevés is van belőlük, mert ehhez a munkához ideálisabbak a lánctalpas munkagépek.
A gumikerekes dózerhez hasonló munkagép a kompaktor, vagy más néven tömörítő dózer: alapja a homlokrakodók ízelt alapgépe, amelynek gumikerekei helyén tüskékkel vagy dudorokkal borított fémfelni található, hasonló a juhlábhengerhez, elől pedig egy nagyméretű tolólappal rendelkezik. Van olyan kompaktor is, amelyik rendes bütykös hengereken gurul. A kompaktort főleg szeméttelepeken használják, ahol a fémtüskés kerekeivel tömöríti, tolólapjával pedig elegyengeti a szemétkupacokat, de a juhlábhengerhez hasonlatosan használják talajtömörítéshez is.

## Működése
A buldózer működéskor a tolólapot a talajba ereszti és az haladás közben a talajból fokozatosan egy vékony réteget kotor le. A gép a felhalmozódó földet eltolja vagy ferde tolólap esetén oldalra sodorja ki. Bár a buldózer nem rakodásra vagy szállításra kialakított munkagép, a lekotort talajt maga előtt tolva kb. 100 méter távolságra képes azt gazdaságosan más helyre továbbítani, mivel utána már nagyobb az anyagszóródás. A buldózer terep-előkészítésre, humusz, fák, bokrok stb. elkotrására, tereprendezésre és talajelterítésre alkalmas. Nagyméretű buldózereket a bányászatban is használnak. Léteznek kétéltű buldózerek is, ezek teljes egészében képesek víz alá merülni, hogy ott a tengerfenék alját kotorják, például egy kikötő kiépítésénél. Ilyenkor csak a vízből mintegy árbócként kiemelkedő, hidraulikával emelhető kipufogócső látszik belőlük, ami így inkább kéménynek felel meg. Az ilyen buldózereket távirányítással vezérlik a szárazföldről.

## Egyéb verziók

### Csőfektető dózer

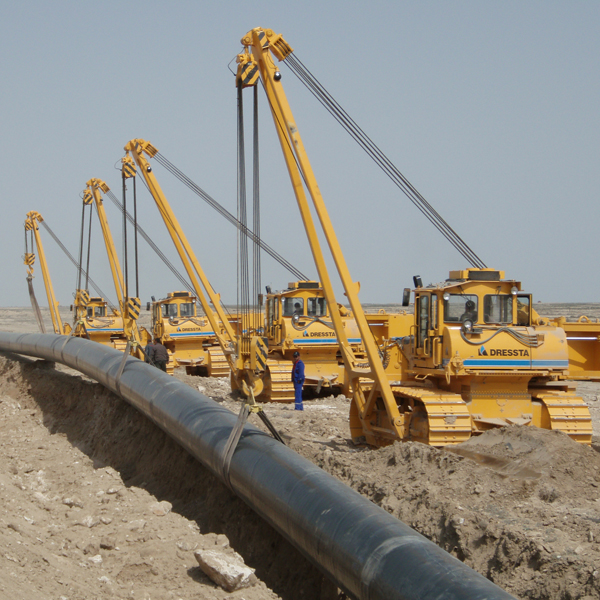
Csőfektető dózerek géplánca vezetékkel

A buldózer alapgépét gyakorta használják csőfektető daruk hordozójárműveként, amivel nehéz terepen válik lehetővé csővezetékek, főleg kőolajvezetékek darabjainak mozgatása és lefektetése. A gép itt nem rendelkezik tolólappal, helyette a bal oldalán, a gépre merőlegesen egy fix darugém kerül felszerelésre, a jobb oldalán pedig kihajtható ellensúly kap helyet. A dózer mindig többedmagával, maga mellett daruzva viszi a csődarabokat a fektetés helyére, ahol azt a kijelölt helyre ereszti.

### Nyesődózer

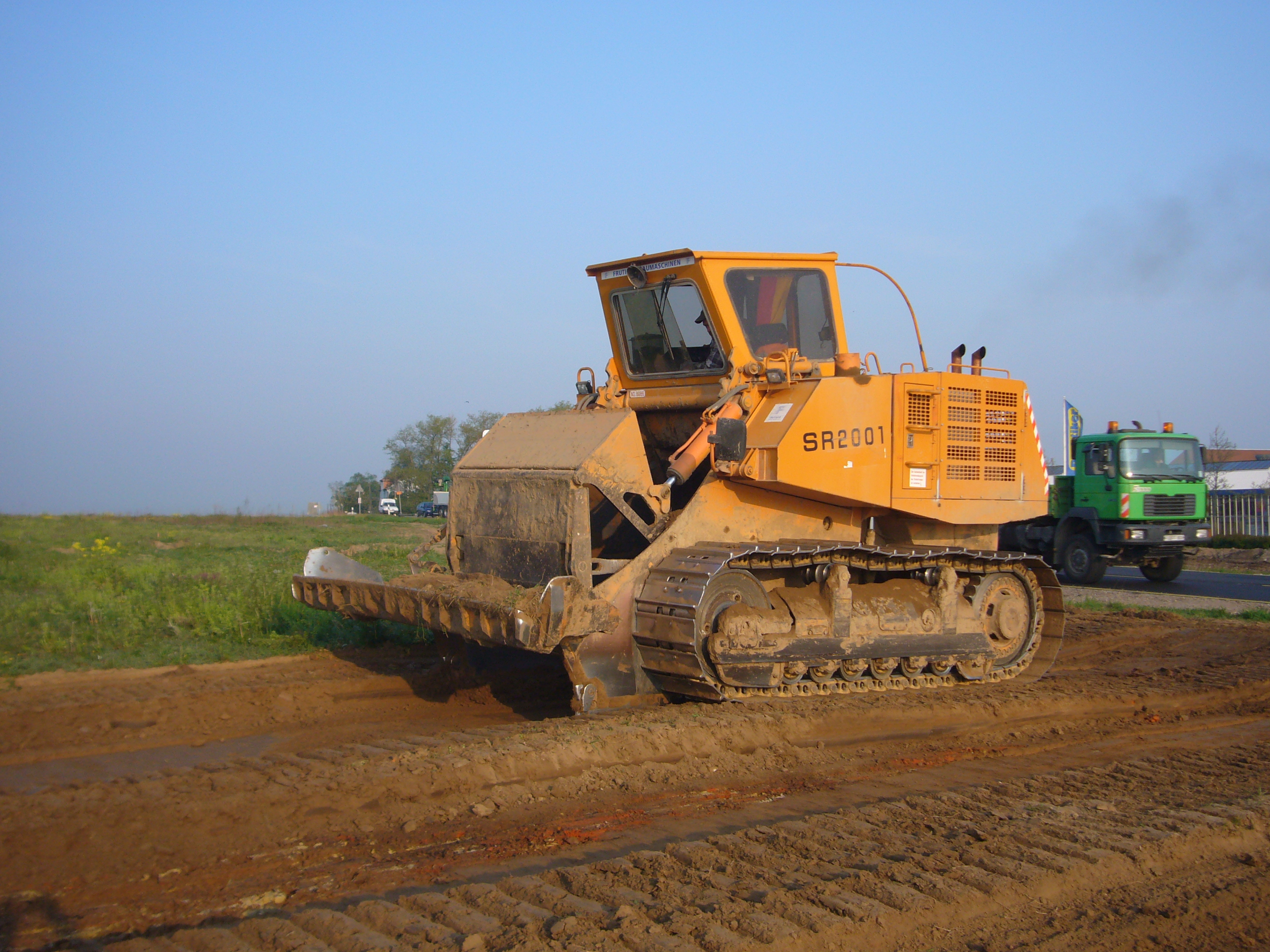
Nyesődózer (Frutiger)

A buldózerek egy különleges válfaja a nyesődózer, mely a földnyesőhöz hasonlóan működik: a szintén zömök és lánctalpas gép alsó része szinte teljes egészében nyesőládának van kialakítva, amelyet hidraulikával lehet a talajszint alá süllyeszteni, hogy így előrehaladva egyenletesen réteget nyessen le a talajból. Ezen kívül a gép rendelkezik kisméretű, hagyományos merev tolólappal is, melyet ugyancsak hidraulika mozgat, ezáltal kisebb hagyományos kotróműveleteket is el tud végezni. A gép motorja és kezelőfülkéje a sajátos kialakítás miatt a gép felső részén kap helyet, a fülkébe hátulról, a motortéren felmászva lehet bejutni. A gép kezelése sem teljesen szokványos: a kezelő a gépre merőlegesen, 90 fokkal elfordítva foglal helyet a fülkében, hogy előre-hátra egyaránt kilásson a nyesési-kotrási tevékenység során, miután a gép üzemi sebessége meglehetősen gyors. A nyesődózerek az 50-500 méter közötti gazdaságos talajszállítási távolság szegmensét célozzák meg, ami hagyományos buldózerrel sok, egyéb szállítójárművel, például teherautóval viszont kevés, ezzel együtt is a nyesődózerek ritkán előforduló gépek, mert a tevékenységüket jellemzően inkább földnyesőkkel végzik.

### Moduláris felhasználás

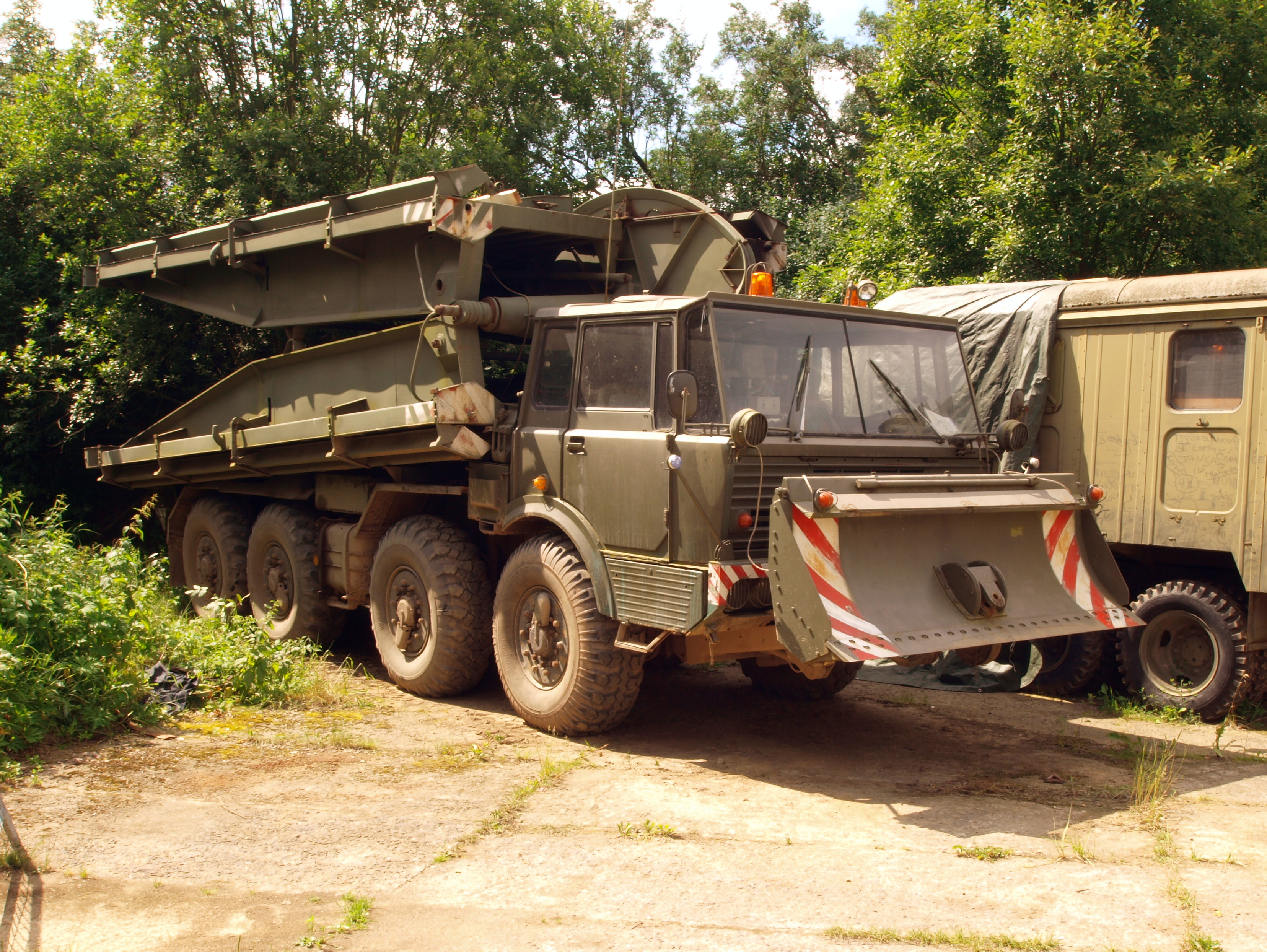
Tolólap egy Tatra 813 típusú hídvető járművön

A dózereken használatos tolólap más járműveken is előfordul, leginkább alkalmilag felszerelhető kiegészítő eszközként, ezek jellemzően mezőgazdasági, katonai vagy rendvédelmi járművek, melyek szükség esetén maguk előtt tisztítják meg az utat. Tipikus példa az olyan utászjármű a hadseregekben, melynek tereprendezést kell végeznie adott esetben a megfelelő útvonal kialakításához, például hídvetéshez.

## Gyártók
Ismert gyártók:
- Caterpillar
- Komatsu
- Liebherr
- LiuGong
- John Deere
- Bomag (csak kompaktor)
- Frutiger (csak nyesődózer)